# Contea di Somerset (New Jersey)
La contea di Somerset, in inglese Somerset County, è una contea del New Jersey negli Stati Uniti. Il capoluogo è Somerville. È parte dell'area metropolitana di New York.

## Geografia fisica
La contea confina a nord con la contea di Morris, a est con le contee di Union e di Middlesex, a sud con la contea di Mercer e a ovest con la contea di Hunterdon.
Il territorio è prevalentemente pianeggiante nell'area centro-meridionale. A nord è maggiormente collinare essendo interessato dai rilievi delle Watchung Mountains e raggiunge la massima altezza di 262 con la Mine Mountain. Al centro della contea scorre il fiume Raritan che riceve da nord il fiume Lamington (che segna il confine nord-occidentale). Il fiume Passaic segna il confine nord-orientale.
Nell'area sud-orientale scorre da sud a nord il fiume Millstone che sfocia nel Raritan.
Il capoluogo di contea è la città di Somerville, posta nell'area centrale.

## Storia

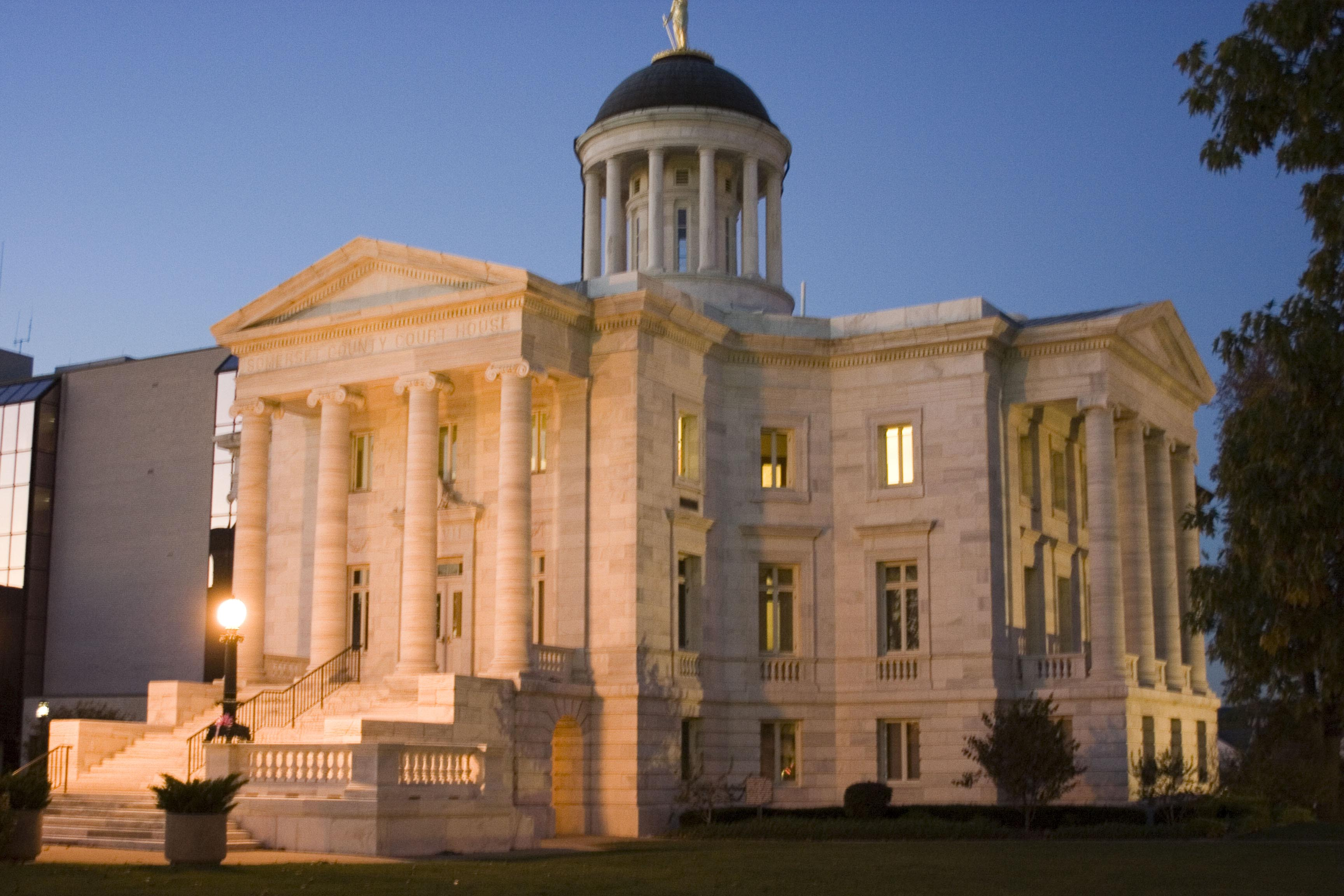
Tribunale della contea di Somerset, in stile palladiano, a Somerville

I primi abitanti del territorio della contea furono gli indiani Lenape. I primi coloni furono danesi, poi arrivarono inglesi, scozzesi, tedeschi e francesi. La contea fu istituita nel 1688 e deve il suo nome a Somerset in Inghilterra.
Il 13 aprile del 1777 l'esercito americano fu sconfitto nella battaglia di Bound Brook dagli inglesi. Nell'estate dello stesso anno Washington si accampò con l'esercitò continentale a Middlebrook, nel territorio della township di Bridgewater. Secondo la tradizione la bandiera americana con 13 stelle fu issata per la prima volta all'accampamento di Middlebrook.

## Comuni
- Bedminster - township
- Bernards - township
- Bernardsville - borough
- Bound Brook - borough
- Branchburg - township
- Bridgewater - township
- Far Hills - borough
- Franklin - township
- Green Brook - township
- Hillsborough - township
- Manville - borough
- Millstone - borough
- Montgomery - township
- North Plainfield - borough
- Peapack-Gladstone - borough
- Raritan - borough
- Rocky Hill - borough
- Somerset - borough
- Somerville - borough
- South Bound Brook - borough
- Warren - township
- Watchung - borough